# Marcella Craft

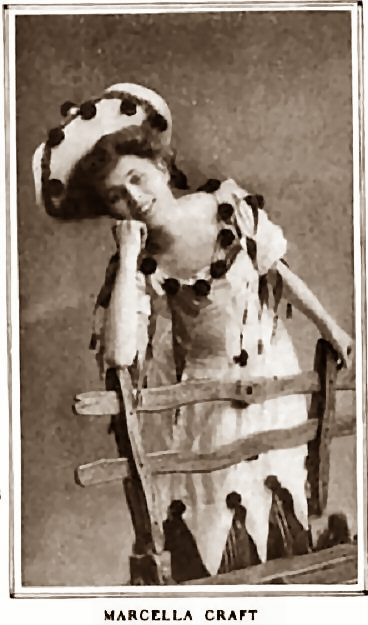
Marcella Craft (1906)

Marcella Craft (eigentlich Sarah Marcia Craft, * 11. August 1874 in Indianapolis; † 12. Dezember 1959 in Riverside) war eine US-amerikanische Sopranistin.

## Leben und Werk
Geboren als Sarah Marcia Craft in Indianapolis, Indiana, zog sie im Alter von 13 Jahren mit ihrer Familie nach Riverside, Kalifornien. Sie begann ihre Karriere als Sängerin als Chor-Solistin in der Riverside Baptistenkirche. Sie wurde von ihrer Kirchengemeinde mit einem Stipendium für ein Gesangsstudium bei dem Operntenor und Bühnenschauspieler Charles R. Adams (1834–1900) in Boston unterstützt. Sie ging studienhalber nach Mailand und nahm Unterricht bei Francesco Mottino und Enzo Guagni.
Nach einem weiteren Zwischenaufenthalt in den Vereinigten Staaten kehrte sie nach Europa zurück und wirkte unter anderen an den Opernhäusern von Elberfeld, Kiel und zuletzt in München, wo sie sich niederließ und von 1904 bis 1914 wirkte. In München sang sie mit dem Tenor Enrico Caruso die Oper Madame Butterfly. Der Komponist Richard Strauss wählte sie aus, um seine Salome zu singen. Der Ausbruch des Ersten Weltkrieges zwang sie, in die Staaten zurückzukehren. Dort konnte sie nicht mehr die Berühmtheit erlangen, die ihr in Europa zuteilwurde.
In den 1930er Jahren zog sie sich in ihre Heimatstadt Riverside zurück. Sie gründete dort die Riverside Opera Company und erteilte Gesangsunterricht. 1959 starb Marcella Craft im Alter von 85 Jahren in einem Altenheim in Riverside. Sie wurde auf dem dortigen Evergreen Memorial Park beigesetzt.
Marcella Craft stand der von Mary Baker Eddy gegründeten Christian Science nahe und wirkte auch musikalisch innerhalb dieser Bewegung.